# Левські (футбольний клуб)
ПФК «Левські» Софія (болг. ПФК Левски (София)) також «Левський», або «Левскі» — болгарський професіональний футбольний клуб з міста Софія, заснований 24 травня 1914 року. Названий на честь Васила Левського.

## Історія
Найтитулованіший клуб Болгарії (26 чемпіонств та 27 національних Кубків). «Левські» — єдина команда чемпіонату Болгарії, яка жодного разу не вибувала з найвищого дивізіону. Двічі чвертьфіналіст Кубка володарів Кубків та Кубка УЄФА. У сезоні 2006/2007 років команда потрапила до групового етапу Ліги чемпіонів, але не здобула жодного очка.

### Попередні назви
- «Левські-Спартак» (1969—1985, 1989—1990), «Левські» був перейменований у 1969 році після об'єднання з клубом «Спартак» (Софія), також короткочасно носив цю назву в листопаді 1989 — січні 1990.
- «Вітоша» (1985—1989), назва після переформування клубу в 1985 році після безладів під час фіналу кубка Болгарії.

### Емблеми клубу
Через судові проблеми стосовно права власності на історичну емблему клубу у 1998 році її замінили на іншу. Нова емблема являла собою щит синього кольору, в центрі якого була буква «Л», а під нею рік заснування клубу - 1914. Зверху на щиті містився надпис «ПФК Левски». Після завершення суперечки за права на історичну емблему з 2006 року клуб вирішив використовувати обидві емблеми одночасно.

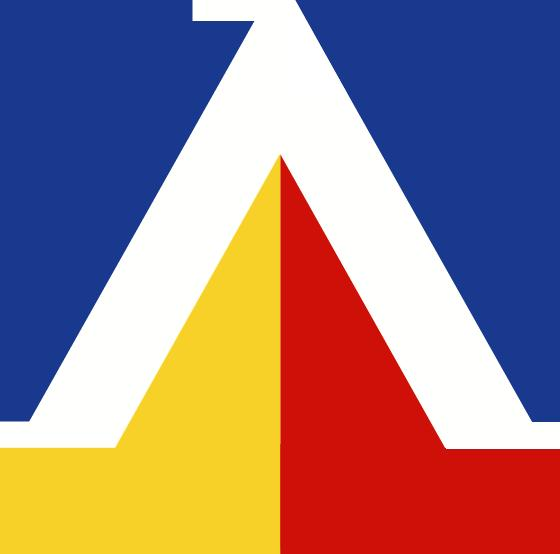
1914—1934
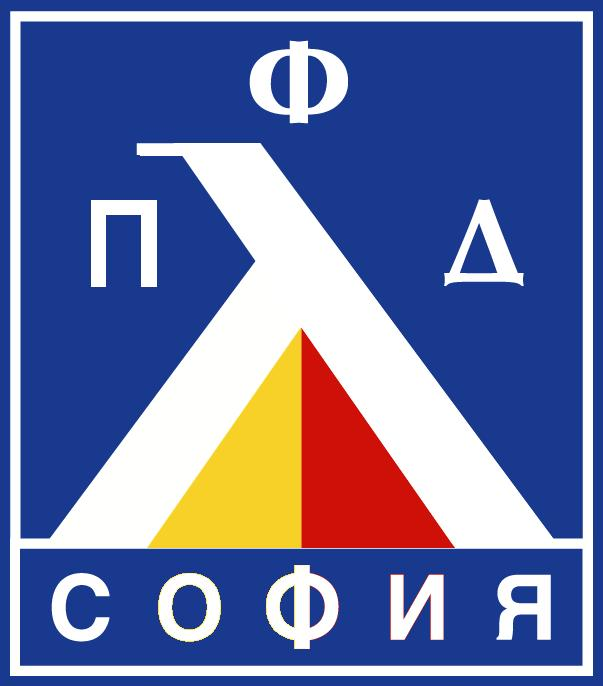
1944—1949
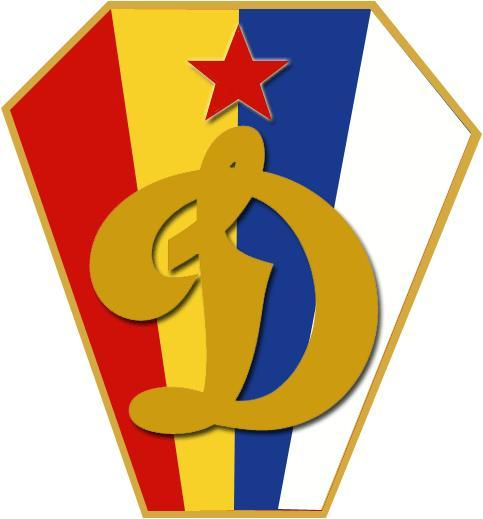
1949—1957
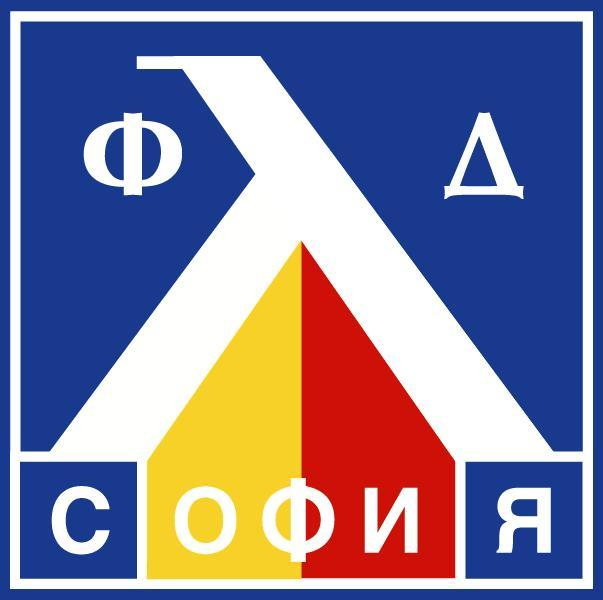
1957—1969
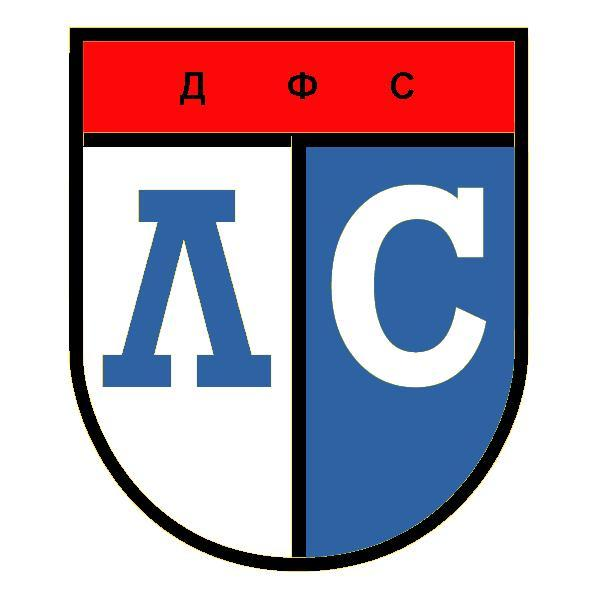
1969—1985
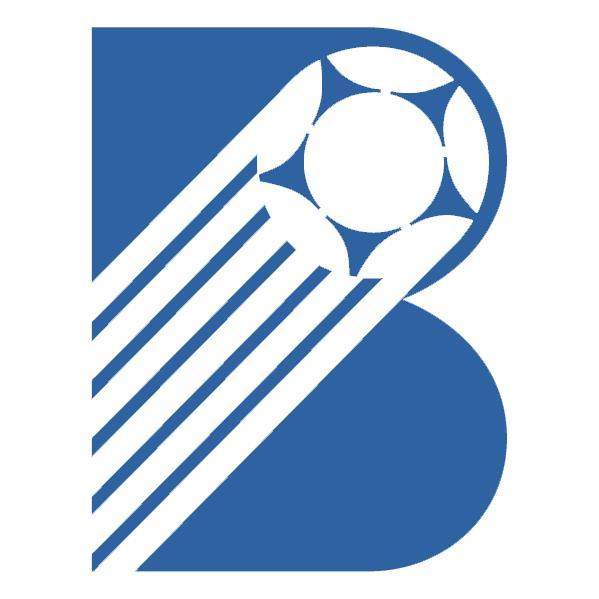
1985—1989
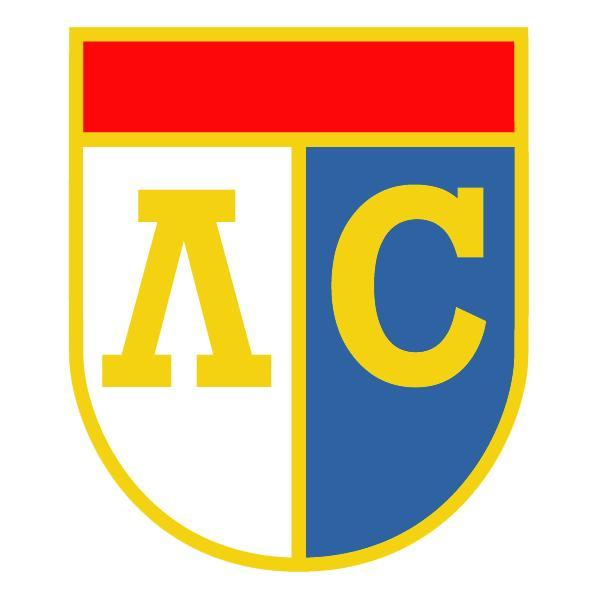
1989—1990
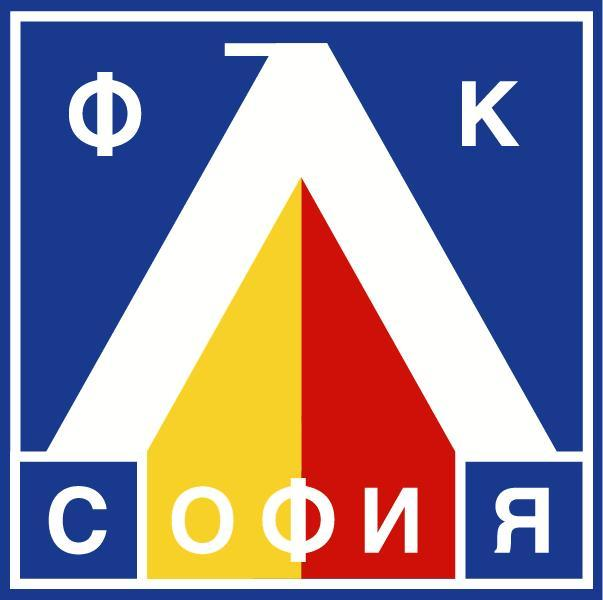
1990—1992
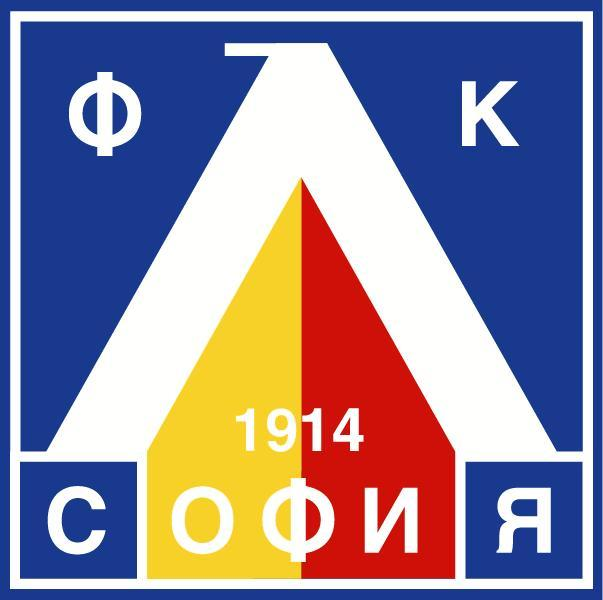
1992—1998
10.03.1998—
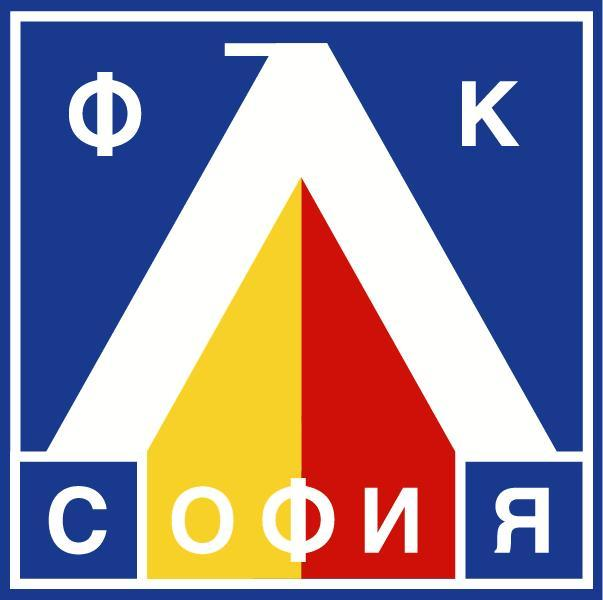
26.09.2006—

## Досягнення
- Чемпіон Болгарії (26): 1933, 1937, 1942, 1946, 1947, 1949, 1950, 1953, 1965, 1968, 1970, 1974, 1977, 1979, 1984, 1985, 1988, 1993, 1994, 1995, 2000, 2001, 2002, 2006, 2007, 2009
- Володар кубка Болгарії (27): 1942, 1946, 1947, 1949, 1950, 1956, 1957, 1959, 1967, 1970, 1971, 1976, 1977, 1979, 1984, 1986, 1991, 1992, 1994, 1998, 2000, 2002, 2003, 2005, 2007, 2022
- Володар Суперкубка Болгарії (3): 2005, 2007, 2009

Кубок УЄФА:
- Чвертьфіналіст (1): 1975/76